# Municipio de Jefferson (condado de Jackson, Ohio)
El municipio de Jefferson (en inglés: Jefferson Township) es un municipio ubicado en el condado de Jackson en el estado estadounidense de Ohio. En el año 2010 tenía una población de 3597 habitantes y una densidad poblacional de 37,62 personas por km².

## Geografía
El municipio de Jefferson se encuentra ubicado en las coordenadas 38°53′31″N 82°37′49″O / 38.89194, -82.63028. Según la Oficina del Censo de los Estados Unidos, el municipio tiene una superficie total de 95.61 km², de la cual 94,77 km² corresponden a tierra firme y (0,88 %) 0,84 km² es agua.

## Demografía
Según el censo de 2010, había 3597 personas residiendo en el municipio de Jefferson. La densidad de población era de 37,62 hab./km². De los 3597 habitantes, el municipio de Jefferson estaba compuesto por el 98,03 % blancos, el 0,33 % eran afroamericanos, el 0,11 % eran amerindios, el 0,33 % eran asiáticos, el 0,03 % eran de otras razas y el 1,17 % eran de una mezcla de razas. Del total de la población el 0,19 % eran hispanos o latinos de cualquier raza.